# Bianka Kachel
Bianka Kachel (* 30. Juli 1944 in Preußisch Holland, Ostpreußen) ist eine deutsche Politikerin der SPD und war von 1998 bis 2006 Mitglied im Landtag von Sachsen-Anhalt.

## Leben und Beruf
Nach dem Besuch der Mittelschule absolvierte Kachel von 1961 bis 1964 ein Studium als Unterstufenlehrerin. Diesen Beruf übte sie anschließend bis 1973 aus, bevor sie bis 1993 als Lehrerin an eine Sonderschule wechselte. Von 1979 bis 1983 absolvierte Kachel ein Fernstudium und schloss als Diplomlehrerin für Rehabilitationspädagogik ab.
Kachel ist verheiratet und hat zwei Kinder.

## Partei
1990 trat Kachel in die SPD ein. Ab 1992 war sie SPD-Kreisvorsitzende von Quedlinburg. Seit 2007 ist sie stellvertretende Vorsitzende des SPD-Kreisverbandes Harz.

## Politisches Mandat
Kachel war von 1990 bis 1993 erste Beigeordnete des Bürgermeisters von Bad Suderode. Anschließend war sie bis 1994 selbst Bürgermeisterin. Sie war von 1998 bis 2006 Landtagsabgeordnete und war Mitglied im Ausschuss für Wirtschaft und Arbeit. Kachel vertrat den Wahlkreis Quedlinburg und verpasste bei der Landtagswahl 2006 nur knapp den Einzug ins Parlament. Mit Listenplatz 26 wäre sie nach dem Einzug von Jürgen Barth die nächste Nachrückerin gewesen, soweit ein Abgeordneter der SPD-Fraktion ausgeschieden wäre. Bis zum Jahre 2018 war sie Stadträtin von Quedlinburg.

## Quelle
- Landtag von Sachsen-Anhalt 4. Wahlperiode 2002-2006, Neue Darmstädter Verlagsanstalt.

| Personendaten    | Personendaten                   |
| ---------------- | ------------------------------- |
| NAME             | Kachel, Bianka                  |
| KURZBESCHREIBUNG | deutsche Politikerin (SPD), MdL |
| GEBURTSDATUM     | 30. Juli 1944                   |
| GEBURTSORT       | Preußisch Holland, Ostpreußen   |